# 太平湖路
太平湖路，合肥南站片区路网工程之一，全长约5.6公里，东起南淝河路，经上海路、北京路、包河大道、庐州大道，西至仙人石路，设有多条匝道通往合肥南站东落客平台。包河大道至仙人石路段曾为高铁路一部分。沿路有望湖西路基督教会、望湖公园、高铁路小学、高铁路中学、合肥公交集团第一巴士公司等。